# Dichotomius carolinus
Dichotomius carolinus es una especie de coleóptero de la familia Scarabaeidae, escarabajos del estiércol.
Mide de 20 a 30 mm. Es negro, corpulento, con marcadas estrías en los élitros. Los machos tienen un cuerno corto y romo. Generalmente se los encuentra cerca del estiércol de ganado. Entierra el estiércol sin trasladarlo a otra parte y deposita los huevos.

## Distribución geográfica
Habita en Estados Unidos y Panamá.